# Świadomość relacyjna
Świadomość relacyjna – pojęcie utworzone przez Davida Haya. Świadomość relacyjna jest wrodzoną psychiczną zdolnością, pozwalającą ludziom na doświadczanie stanów duchowych i religijnych. Pojawia się ona w rozwoju, zanim jeszcze dziecko zostanie poddane socjalizacji i religijnej inkulturacji. David Hay oparł swoją koncepcję na teorii biologa Alistera Hardy'ego, według którego, zdolność do przeżywania doznań religijnych i duchowych pojawiła się u ludzi w wyniku ewolucji, ponieważ miała znaczenie dla przetrwania gatunku.
Na podstawie badań przeprowadzonych na grupie dzieci w wieku 6-7 oraz 10-11 lat, Hay stwierdził, że relacyjna świadomość jest formą świadomości, która zawsze odnosi się do czegoś. Badacz wyróżnił w niej cztery wymiary: dziecko – świadomość Boga, dziecko – świadomość innych, dziecko – świadomość otaczającego je świata oraz dziecko – świadomość siebie. Świadomość relacyjną można rozumieć jako zmniejszanie psychologicznego dystansu pomiędzy ja a różnymi aspektami rzeczywistości.  Ta zdolność nawiązywania relacji pozwala na rozwój duchowy i doświadczanie przeżyć religijnych - jest ich biologicznie zaprogramowaną podstawą.